# Czesław Rólski

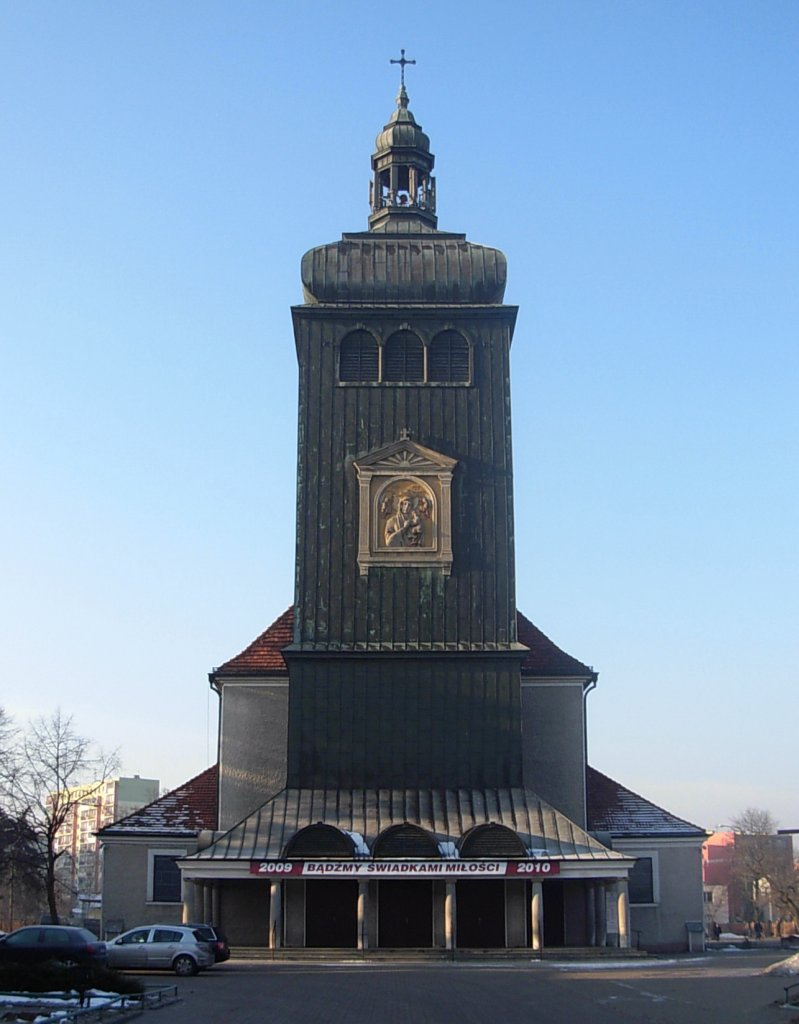
Kościół Matki Boskiej Nieustającej Pomocy w Bydgoszczy na Szwederowie, który odnowił i ozdobił w latach 1946-1972 ks. Czesław Rólski

Czesław Rólski (ur. 28 maja 1905 w Gębicach, zm. 23 maja 1972 w Bydgoszczy) – polski ksiądz rzymskokatolicki, wieloletni proboszcz w parafii Matki Boskiej Nieustającej Pomocy w Bydgoszczy.

## Życiorys
Urodził się 28 maja 1905 r. w Gębicach, w powiecie mogileńskim. Był synem Jana i Eleonory z Degnerów. W latach 1912–1917 uczęszczał do szkoły ludowej w rodzinnej miejscowości, a następnie (do 1919 r.) do Wyższej Szkoły dla Chłopców w Mogilnie. Edukację kontynuował w polskim Państwowym Gimnazjum Klasycznym w Trzemesznie, gdzie w 1925 r. złożył egzamin dojrzałości. Po maturze wstąpił do Arcybiskupiego Seminarium Duchownego w Poznaniu. Święcenia kapłańskie przyjął 14 czerwca 1930 r. w poznańskiej bazylice pod wezwaniem św. Piotra i Pawła.

### Okres międzywojenny o okupacji hitlerowskiej
Jako neoprezbiter został skierowany do bydgoskiej parafii farnej przy kościele św. Marcina i Mikołaja, gdzie objął obowiązki czwartego wikariusza. W styczniu 1932 r. przeniesiono go do parafii Najświętszego Serca Pana Jezusa w Bydgoszczy, gdzie został pierwszym wikariuszem. W parafii tej pozostał do 1946 r. Uczył ponadto religii w szkole wydziałowej żeńskiej (od 1931 r.)
Po zajęciu Bydgoszczy przez Niemców i zamordowaniu proboszcza parafii ks. Kazimierza Stepczyńskiego, ofiarnie prowadził działalność duszpasterską: udzielał sakramentów świętych, spowiadał po polsku (mimo zakazu okupanta), wspierał parafian, którzy znaleźli się w trudnej sytuacji.

### Okres powojenny
21 stycznia 1946 r. został ustanowiony administratorem parafii Najświętszego Serca Pana Jezusa, jednak już 15 września tego roku został administratorem parafii Matki Boskiej Nieustającej Pomocy na przedmieściu Szwederowo. Uroczysta jego introdukcja na proboszcza tej parafii nastąpiła 28 kwietnia 1954 r.
Bezpośrednio po objęciu parafii szwederowskiej przystąpił do usunięcia zniszczeń w kościele parafialnym. Fundusze na remont świątyni gromadził organizując koncerty muzyki religijnej i kwesty ogólnomiejskie w Resursie Kupieckiej. W ciągu niespełna roku wykonał szereg prac wewnątrz i na zewnątrz kościoła. Naprawił i ulepszył instalację elektryczną, pomalował wnętrze świątyni i wzbogacił je o nowe elementy dekoracyjne. Odrestaurowany kościół konsekrował 29 czerwca 1947 r. biskup sufragan gnieźnieński Lucjan Bernacki.
W 1952 r. dodatkowo zbudowano zakrystię, a w latach 1956–1957 wzmocniono fundamenty i ściany kościoła. Wnętrze wzbogacono o nową ambonę i chrzcielnicę. W latach 1958–1962 ks. Rólski przeprowadził generalny remont świątyni, która otrzymała nowe sklepienie, polichromię i dekoracje stiukowe. Większość tych prac realizował w bardzo trudnych warunkach i przeszkodach stawianych przez administrację miejską i wojewódzką. Władze te już w 1945 r. zajęły Dom Katolicki, gdzie do 1939 r. skupiało się życie kulturalne parafii i dzielnicy. W 1951 r. władze bydgoskie pozbawiły parafię prawa własności do tej nieruchomości, a w 1969 r. zajęły urządzenia gospodarcze plebanii.
Ks. Rólski prowadził rozległą działalność duszpasterską, wykraczającą poza parafię. W 1960 r. był organizatorem ogólnomiejskiego Kongresu Maryjnego, w którym uczestniczyło pięciu biskupów z prymasem ks. kardynałem Stefanem Wyszyńskim na czele oraz stu księży. 29 maja 1966 r. w kościele Matki Boskiej Nieustającej Pomocy odbyła się uroczystość koronacji obrazu Matki Bożej Pięknej Miłości z bydgoskiej fary. Koronacji dokonał ks. kardynał Stefan Wyszyński prymas Polski w obecności ks. arcybiskupa Karola Wojtyły. Z kolei w 1968 r. w kościele szwederowskim z udziałem prymasa Stefana Wyszyńskiego i kilku biskupów uroczyście obchodzono 50-lecie odzyskania przez Polskę niepodległości.
Do kościoła Matki Boskiej Nieustającej Pomocy przez szereg lat odbywały się procesje wynagradzające w uroczystość Najświętszego Serca Jezusowego. Tętno życia religijnego w parafii podnosiły misje, które przeprowadzano w latach: 1949, 1959, 1962, 1966 i 1971.
W 1968 r. ks. Rólski został mianowany wicedziekanem dekanatu bydgoskiego II, a 1971 r. – wicedziekanem dekanatu III. Był też I asesorem dekanalnym (1958). 13 lutego 1956 r. obchodził w parafii jubileusz 25-lecia kapłaństwa.
Zmarł nagle (zawał serca) 23 maja 1972 r. w Bydgoszczy. Został pochowany na cmentarzu parafialnym Matki Bożej Nieustającej Pomocy w Bydgoszczy przy ul. Kossaka.